# San Bernardo (Puebla)
San Bernardo es un pueblo y Junta Auxiliar localizado en el municipio de Acatlán, Puebla, pertenece a la Región de la Mixteca Poblana.  Por su cercanía a la ciudad de Acatlán de Osorio fue una de las subdivisiones creadas en la conformación de la jurisdicción el 3 de abril de 1883.
De acuerdo a los datos del Censo de Población y Vivienda 2020-INEGI la junta Auxiliar de San Bernardo tiene una población de 828 habitantes y junto con sus inspectorías a su cargo se tiene una población total de 1472 habitantes.

## Simbología

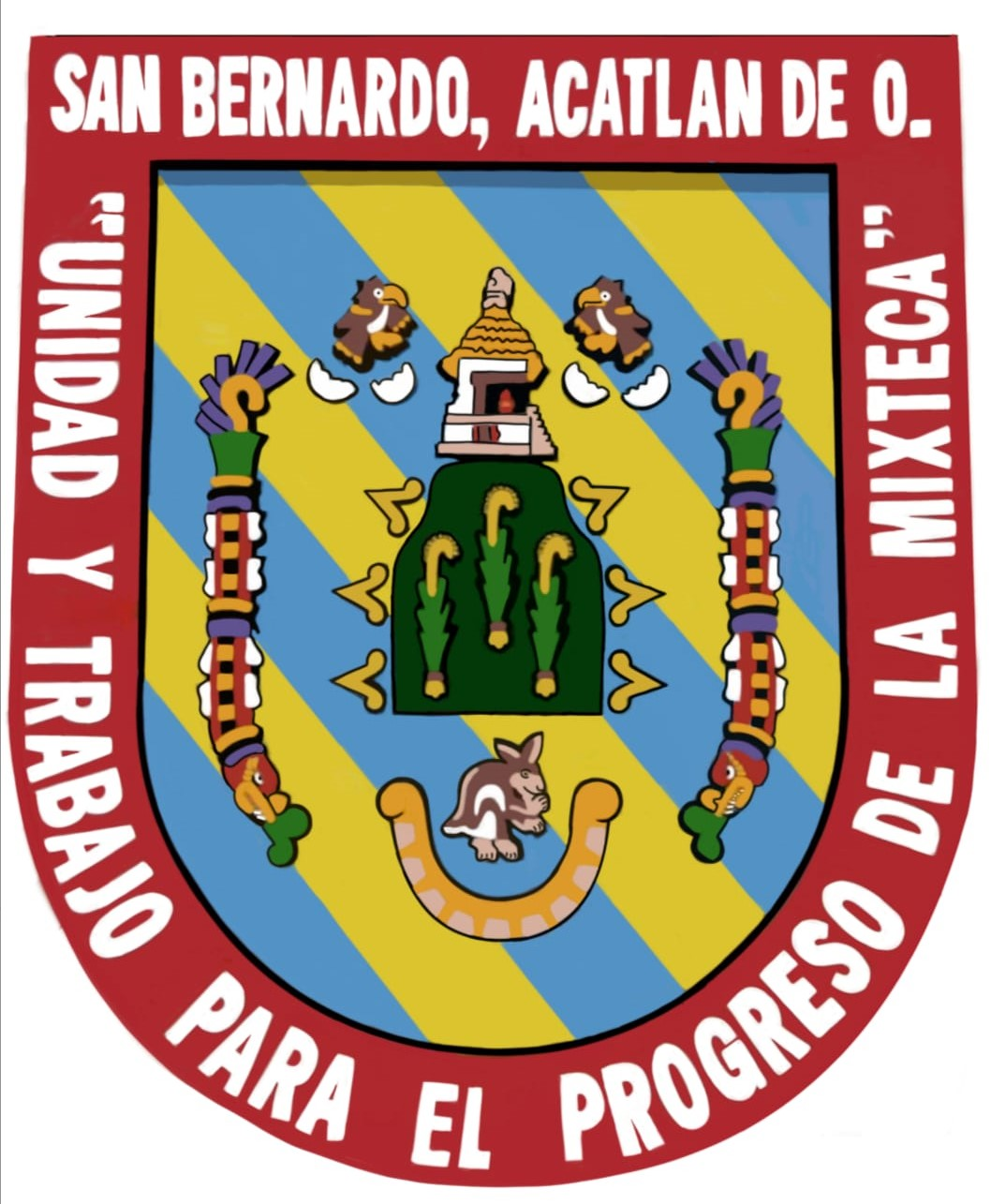
Escudo de la Junta de San Bernardo

Su escudo en la parte inferior aparece una figura de una herradura forma de describir de los mixtecos, significa río o barranca (agua de temporal), esta es la barranca que atraviesa el poblado, al centro de esta figura un conejo que representa la fauna silvestre, en la parte central encontramos el cerro del mimilte (mimiltepec); en su interior  se encuentran unas milpas, o cerro brillante. En la parte superior del mimilte, se encuentra una casa o templo, esto indica el asentamiento de nuestra cultura Mixteca en esta zona, que generalmente buscaban los lugares altos; en los laterales aparecen dos serpientes que eran los dioses de la lluvia según la cultura mixteca; en la parte superior se encuentran dos águilas saliendo del cascarón, esto significa que por este cerro y sus cordilleras empollan las águilas, que más tarde surcan los valles de la mixteca.
Al fondo aparecen dos franjas de colores, una azul cielo y otra de color amarillo, estos son los colores de la bandera de Bernardo de Claraval, a este santo también se le conoció como boca de miel, era un hombre muy bien parecido , carismático, tenía el don de convencimiento, de la predicación de la doctrina de Cristo y fácilmente conseguía adeptos. En el contorno del escudo aparece una leyenda que dice "UNIDAD Y TRABAJO PARA EL PROGRESO DE LA MIXTECA", este es el anhelo del pueblo de San Bernardo.

## Geografía

### Ubicación geográfica
- Límites geográficos: Al Norte Hermenegildo Galeana, al Sur Amatitlán de Azueta y San Pablo Anicano, al Oriente Rancho Los Ávila y al Poniente Ahuehuetitla y San Pablo Anicano.
- Coordenadas geográficas: Longitud 98°6′12.537 W, Latitud 18°12′50.201 N
- Altitud: 1,272 m.s.n.m

| Localidad                   | Altitud       | Ubicación geográfica       |
| --------------------------- | ------------- | -------------------------- |
| Cañada Palo Amarrado        | 1,248 m.s.n.m | 18°12'55'' N, 98°05'19'' O |
| Colonia 3 de Mayo           | 1,352 m.s.n.m | 18°13'28'' N, 98°07'32'' O |
| La Noria Chica              | 1312 m.s.n.m  | 18°11'44'' N, 98°09'01'' O |
| La Sandía                   | 1,403 m.s.n.m | 18°12'23'' N, 98°08'56'' O |
| Los Cuartos                 | 1,400 m.s.n.m | 18°13'35'' N 98°08'04'' O  |
| Pozo el Huizache            | 1,375 m.s.n.m | 18°12'40'' N, 98°08'11'' O |
| Rancho de Lima (La Matanza) | 1,279 m.s.n.m | 18°11'04'' N, 98°07'47'' O |
| San Miguel, San Bernardo    | 1,258 m.s.n.m | 18°10'47'' N, 98°09'20'' O |

### Geología
San Bernardo está ubicado en el complejo Acatlán perteneciente a la Provincia Fisiográfica Sierra Madre del Sur, conformada por un mosaico complejo de rocas metamórficas, ígneas y sedimentarias que muestran los efectos de una intensa erosión hídrica. Esta provincia fisiográfica limita al norte con el Eje Neo volcánico. 
El territorio presenta un relieve bastante abrupto sobre todo en la sierra. 

### Clima
| Parámetros climáticos promedio de San Bernardo(1951-2010) | Parámetros climáticos promedio de San Bernardo(1951-2010) | Parámetros climáticos promedio de San Bernardo(1951-2010) | Parámetros climáticos promedio de San Bernardo(1951-2010) | Parámetros climáticos promedio de San Bernardo(1951-2010) | Parámetros climáticos promedio de San Bernardo(1951-2010) | Parámetros climáticos promedio de San Bernardo(1951-2010) | Parámetros climáticos promedio de San Bernardo(1951-2010) | Parámetros climáticos promedio de San Bernardo(1951-2010) | Parámetros climáticos promedio de San Bernardo(1951-2010) | Parámetros climáticos promedio de San Bernardo(1951-2010) | Parámetros climáticos promedio de San Bernardo(1951-2010) | Parámetros climáticos promedio de San Bernardo(1951-2010) | Parámetros climáticos promedio de San Bernardo(1951-2010) |
| Mes                                                       | Ene.                                                      | Feb.                                                      | Mar.                                                      | Abr.                                                      | May.                                                      | Jun.                                                      | Jul.                                                      | Ago.                                                      | Sep.                                                      | Oct.                                                      | Nov.                                                      | Dic.                                                      | Anual                                                     |
| --------------------------------------------------------- | --------------------------------------------------------- | --------------------------------------------------------- | --------------------------------------------------------- | --------------------------------------------------------- | --------------------------------------------------------- | --------------------------------------------------------- | --------------------------------------------------------- | --------------------------------------------------------- | --------------------------------------------------------- | --------------------------------------------------------- | --------------------------------------------------------- | --------------------------------------------------------- | --------------------------------------------------------- |
| Temp. máx. media (°C)                                     | 31.5                                                      | 33.1                                                      | 35.7                                                      | 36.9                                                      | 36.2                                                      | 33.7                                                      | 32.4                                                      | 33.0                                                      | 32.6                                                      | 33.1                                                      | 32.4                                                      | 31.5                                                      | 33.5                                                      |
| Temp. mín. media (°C)                                     | 11.9                                                      | 13.3                                                      | 15.9                                                      | 18.0                                                      | 18.6                                                      | 18.5                                                      | 17.7                                                      | 17.7                                                      | 17.4                                                      | 16.2                                                      | 14.0                                                      | 12.3                                                      | 16                                                        |
| Precipitación total (mm)                                  | 8.6                                                       | 4.6                                                       | 3.3                                                       | 27.7                                                      | 80.4                                                      | 144.0                                                     | 108.2                                                     | 121.0                                                     | 136.0                                                     | 36.6                                                      | 12.7                                                      | 4.1                                                       | 687.2                                                     |
| Fuente: SERVICIO METEOROLÓGICO NACIONAL                   |                                                           |                                                           |                                                           |                                                           |                                                           |                                                           |                                                           |                                                           |                                                           |                                                           |                                                           |                                                           |                                                           |

### Flora
Se encuentra representado por la selva baja caducifolia, también denominada bosque tropical caducifolio, bosque tropical deciduo, bosque tropical seco y bosque tropical seco. Es una comunidad vegetal tropical establecida en climas estacionales, donde más del 75% de las especies pierden su follaje en la época seca 
El estrato arbóreo de distribuye de manera homogénea en las partes altas y bajas, está conformada por: Copal (Bursera aptera), árbol del muerto (Cordia morelosana), coco de cerro (Cyrtocarpa procera), Jiotillla (Escontria chiotilla), órgano (Pachycereus weberi), cacaloxuchitl (Plumeria rubra fo. acutifolia).Los arbustos más comunes uña de gato (Mimosa polyantha), nopal (Opuntia decumbens).

### Fauna
- Fauna doméstica: Ganado vacuno, ovino, caprino, porcinos, équidos, aves de corral, perros y gatos.
- Fauna silvestre: La fauna silvestre es muy variada entre los que destacan: armadillos, venados, zorrillos, tlacuaches, iguanas, zopilotes, águilas, liebres, víbora de cascabel, conejo silvestre, codorniz, correcaminos, coyote[8]

## Demografía
De acuerdo al censo poblacional y vivienda 2020 por el INEGI la junta Auxiliar de San Bernardo tiene una población de 828 habitantes, y junto con sus inspectorías a su cargo se tiene una población total de 1472 habitantes.
| Localidad                | Población 2020 | Población 2010 | Población 2000 |
| ------------------------ | -------------- | -------------- | -------------- |
| San Bernardo             | 828            | 795            | 798            |
| La Noria Chica           | 183            | 210            | 228            |
| San Miguel, San Bernardo | 128            | 130            | 137            |
| Los cuartos              | 100            | 86             | 111            |
| Colonia 3 de Mayo        | 78             | 86             | 63             |
| La sandía                | 50             | 51             | 61             |
| Cañada Palo amarrado     | 45             | 31             | 55             |
| Pozo el Huizache         | 31             | **             | **             |
| Rancho de Lima           | 29             | 39             | 83             |
| POBLACIÓN TOTAL          | 1472           | 1428           | 1536           |

### Localidades pertenecientes a la Junta Auxiliar de San Bernardo
| Nombre                      | Tipo        | Código INEGI | Código Postal |
| --------------------------- | ----------- | ------------ | ------------- |
| Cañada Palo amarrado        | Barrio      | 210030120    | 74946         |
| Colonia 3 de Mayo           | Inspectoria | 210030038    | 74946         |
| La Noria Chica              | Inspectoria | 210030020    | 74946         |
| La Sandía                   | Ranchería   | 210030052    | 74946         |
| Los Cuartos                 | Inspectoria | 210030096    | 74946         |
| Pozo el Huizache            | Inspectoria | 210030138    | 74946         |
| Rancho de Lima (La Matanza) | Inspectoria | 210030045    | 74946         |
| San Miguel, San Bernardo    | Inspectoria | 210030031    | 74946         |

## Gobierno
La comunidad de San Bernardo es una Junta Auxiliar y de acuerdo a la Ley Orgánica Municipal del Estado de Puebla, la definen como órganos desconcentrados de la administración pública municipal y está supeditada al ayuntamiento del municipio
La administración está conformada por un Presidente, cuatro regidores y sus respectivos suplentes:
- Presidente Auxiliar
- Regidor de gobernación
- Regidor de educación
- Regidor de Obras
- Regidor de salud

De acuerdo al Artículo 226 de la Ley Orgánica Municipal del Estado de Puebla se realizará elecciones el 4° domingo de enero del año que corresponda, y durarán en el desempeño 3 años y tomarán posesión el 2° domingo del mes de febrero del año en curso.

### Cronología de Presidentes auxiliares
- C. Genaro Cruz Martínez (1981-1984)
- C. Celestino Reyes Martínez (1984-1987)
- C. Adrián Martínez Reyes (1987-1990)
- C. Juan Martínez Ramos (1990-1993)
- C. Santiago Martínez Madera (1993-1996)
- C. José Reyes Barragán (1996-1999)
- C. Genaro Reyes Martínez (1999-2002)
- C. Delfino Lucero Bravo (2002-2005)
- C. Liberio Reyes Bravo (2005-2008)
- C. Juan Reyes Bravo (2008-2011)
- C. Serafín Sánchez Martínez (2011-2014)
- C. Adulfo I. Reyes Reyes (2014-2018)
- C. Mauricio Reyes Mejía (2019-2022)
- C. Evelina Bravo Reyes (2022-2025)
- C. Mauricio Reyes Mejía (2025-2028)

## Conformación del Ejido de San Bernardo
La dotación ejidal se realizó antes del gobierno Cardenista, en San Bernardo los señores Pedro Vázquez y Pedro Bravo participaron en la defensa del ejido del municipio de Acatlán. La dotación y la conformación del ejido de San Bernardo se hicieron en terrenos de la Hacienda de Tulapa, propiedad del Sr. Gabriel Betanzo. Actualmente el ejido de San Bernardo posee una extensión de 3,286-59-29 Has.

### Antecedentes
- Por resolución presidencial publicada en el Diario Oficial de la Federación el 30 de julio de 1935,[11] siendo presidente de México Lázaro Cárdenas del Río se concedió las tierras para constituir al ejido de San Bernardo, una superficie total de 2,332-80-00 Has., de agostadero para beneficiar a 162 campesinos.

- El 6 de junio de 1941[12] por resolución presidencial, siendo presidente Manuel Ávila Camacho se concedió al pueblo la primera ampliación, con una superficie de 689-00-00 Has., beneficiando a 64 campesinos.

- El 14 de septiembre de 1981 por resolución presidencial, siendo presidente de México José López Portillo se concedió la segunda ampliación del ejido, con una superficie de 264-79-29 Has., beneficiando a 46 campesinos[13]

Para la administración del ejido este está distribuido en órganos:
1. La asamblea (es el órgano supremo del ejido, en el participan todos los ejidatarios)
2. El comisariado ejidal
3. El consejo de vigilancia

## Religión
En la comunidad de San Bernardo, se encuentra la Parroquia de San Bernardo de Claraval, pertenece la diócesis de Huajuapan de León  y corresponde al Decanato II.
El primer templo se inició en 1936 y se finalizó en 1941, actualmente este primer templo resguarda al Santísimo sacramento.
Eclesiásticamente la cabecera parroquial se divide en 10 barrios: Barrio del Mimilte, Colonia centro, Barrio del Navarrete, La cuchilla, La cabrilla, Palo amarrado, el cristiano, la colina, tempexquixtle y los ciruelos; está sectorización de la cabecera parroquial sirve para la organización de eventos religiosos como: posadas, calenda, vía crucis.

### Comunidades filiales de la parroquia de San Bernardo de Claraval
1. Colonia 3 de mayo (Santa cruz)
2. Colonia los cuartos (Cristo del envió)
3. La sandía (Virgen de Guadalupe)
4. La Noria chica (Virgen de Guadalupe)
5. Pozo el Huizache (Sr. de la capilla)
6. Rancho de Ávila (Virgen de Guadalupe)
7. Rancho de Lima (Virgen de Guadalupe)
8. San Miguel, San Bernardo (San Miguel)
9. Hermenegildo Galeana (San Isidro y Virgen de Guadalupe)
10. Rancho el maguey (Virgen de Guadalupe)
11. Nuevos Horizontes (Virgen de Guadalupe)

### Historia
- 1936-1941 construcción del primer templo a San Bernardo (actualmente se ocupa como sagrario).
- 11 de octubre de 1986 llegada del Santísimo Sacramento a la comunidad de San Bernardo.
- 20 de noviembre de 1992 erección de la parroquia de San Bernardo de Claraval.
- 27 de enero de 2006 Aniversario de la Adoración Nocturna Mexicana, Sección San Bernardo.

### Cronología de párrocos
- Pbro. Luciano Martinez Vargas 1992-2002
- Pbro. Leobardo Salazar Luján 2002-2006
- Pbro. Evaristo Santamaria Jiménez 2006-2012
- Pbro. Fidel de Jesús Paz 2012-2019
- Pbro. Epigmenio Soriano Ramírez 30 de mayo del 2019-30 de junio del 2024
- Pbro. Israel Angel Racine Reyes 13 de agosto del 2024-3 de junio del 2025 (Administrador parroquial)
- Pbro. Pablo Soriano Lima 3 de junio del 2025-Presente

## Infraestructura social y de comunicaciones

### Educación[16]
La localidad cuenta con los cuatro niveles de educación básica y forma parte de un núcleo de educación en la que se benefician niños propios de la comunidad como también aquellos que provienen de localidades circunvecinas.
San Bernardo cuenta con:
Preescolar:
- Nombre: Pedro Bravo Martinez
- Año de creación: 28 de septiembre de 1983.
- Clave: 21DJN0389J
- Dirección: Calle 5 Norte S/N

En la gestión y construcción de aulas participó el H. ayuntamiento de la Junta Auxiliar de San Bernardo, siendo presidente el C.Celestino Reyes Martinez.
Primaria:
- Nombre: Ignacio Manuel Altamirano
- Año de creación: 1935, siendo inaugurada oficialmente en el año de 1957 por el gobernador del estado de Puebla.
- Clave: 21DPR2296Y
- Dirección: Calle 5 Norte S/N

Secundaria:
- Nombre: Josefa Ortiz de Dominguez
- Año de creación: 25 de noviembre de 1983.
- Clave: 21DES0110I
- Dirección: Calle 7 Sur S/N

Para lograr la federalización y construcción de la primera secundaria estuvo como presidente auxiliar el C. Celestino Reyes Martinez.
Bachillerato:
- Nombre: Nicolas Bravo
- Año de creación: 28 de octubre de 2008.
- Clave: 21EBH0850Z
- Dirección: Calle 5 Sur S/N

Actualmente el bachillerato ocupa el primer edificio que antiguamente eran las instalaciones de la secundaria general.

## Actividad económica
- Agricultura: La agricultura se basa en el sistema tradicional que es conformado por un policultivo, que constituye un espacio de recursos genéticos, la especie principal es el maíz(Zea mays), acompañándose de frijol (Phaseolus vulgaris), calabaza  (Cucurbitaceae), cacahuate(Arachis hypogaea), flor de Jamaica  (Hibiscus sabdariffa), ajonjolí   (Sesamum indicum). La agricultura de San Bernardo es estacional, la época de siembra es en los meses de mayo, junio, julio y la temporada de cosecha se da en los meses de noviembre, diciembre.
- Ganadería: La producción caprina es la principal actividad ganadera de esta comunidad y se encuentra en unidades de producción familiar de tamaño reducido, estas unidades de producción son extensivas y en su mayoría carecen de asistencia técnica. La ventaja de este ganado es su: rusticidad, adaptabilidad al clima y topografía, la alimentación es ideal para este ganado ya que es por medio de pastoreo alimentándose principalmente de arbustos espinosos, constituyen  el sustento familiar. También se puede observar la crianza en traspatio de cerdos, aves de corral, y ganado asnal. En menor proporción se puede observar la crianza de ganado bovino y ovino, este tipo de ganado  no es muy propicio debido a las condiciones climáticas, topografía, y la falta de alimento.
- Minería: Esta actividad fue muy propicia en la segunda mitad del siglo XX, en la comunidad existían minas de bentonita, también era explotada la piedra blanca y el talco. Las minas están ubicadas al norte de la comunidad, actualmente estas minas están abandonadas.

## Festividades
- El día 12 de enero se conmemora a la Virgen de Guadalupe, con eventos religiosos tales como mañanitas y misas oficiadas por el Párroco. Esta fecha para conmemorar a la virgen se decidió entre la gente del pueblo ya que la mayoría eran campesinos y no podían llevar a cabo la celebración a la virgen el 12 de diciembre, por lo que se decidió festejar un mes después, una vez terminados todos los trabajos del campo. Esta celebración es considerada por los lugareños como una de las celebraciones más grandes de la región, llegando a amenizar agrupaciones musicales muy importantes.

- El 20 de agosto es la fiesta patronal de San Bernardo de Claraval, se realizan mañanitas, misa y la tradicional calenda en donde eclesiásticamente la comunidad se divide en 9 barrios y presentan carros alegóricos con una temática diferente. También es celebrado el 20 de septiembre, esta celebración ofrecida por las autoridades en turno.

- El 1-2 de noviembre se realiza la tradicional velada de muertos, en donde las familias en sus casas colocan sus ofrendas a sus difuntos para posteriormente ya en la tarde del 1 de noviembre se trasladan al panteón auxiliar de la comunidad para adornar las tumbas con flor de cempasúchil y flor de terciopelo, las familias pasan toda la noche velando a sus difuntos hasta la madrugada del dia siguiente.

- Posaditas, tradicionalmente en San Bernardo dan inicio el día 14 de diciembre al 24 de diciembre, el inicio de las posaditas se da con el encendido del árbol de navidad en la parroquia de San Bernardo y en los días posteriores la comunidad se divide en barrios y por medio de un sorteo a cada barrio le toca un dia especifico, en las posaditas se realiza el tradicional rosario y reparten aguinaldos.